# Гобинд Сингх
Гобинд Сингх (на пенджабски: ਗੋਬਿੰਦ ਸਿੰਘ),  роден на 22 декември 1666 в Патна и починал на 7 октомври 1708 г. в Нандет, щата Махаращра, е десетият и последен гуру на сикхизма. Той е считан за войн, поет и философ.

## Живот
През 1675 г. деветият гуру Бахадур е убит от мюсюлманския владетел Аурангзеб, главата му е изпратена на сина му гуру Гобинд Рай, който тогава е на девет години. На 11 ноември 1675 г. под новото име Гуру Гобинд Сингх, той става десетият и последен гуру.
Гуру Гобинд Сингх е убит на 7 октомври в Нандет, щата Махаращра

### К-символика
Всички посветени от гуру Гобинд Сингх сигхи носят пет символа, които на пенджабски започват с буквата K:
- Неотрязани коси „Кеш“ (Kesh), мъжете покриват неотрязаните си коси с тюрбан, а жените с кърпа или тюрбан.
- Дървен гребен „Канга“ (Kangha), носи се като символ на чистотата и реда в косите.
- Специални долни гащи от памук „Кахера“ (Kachera), те символизират чистотата и напомнят на носещите ги за духовния контрол над радостта.
- Една стоманена гривна „Кара“ (Kara), напомнят за задължението за истина.
- Една „Кама“ (Kirpan), носи се денонощно и е знак за това, че сигхите защитават слабите и невинните.

### Философските основи за справедлива война
Гобинд Сингх е считан за създател на философията за справедлива война, като излага пет много строги условия за нейните причини:
- Войната трябва да бъде започната едва тогава, когато другите средства се оказват безуспешни.
- Войната трябва да преминава без ненавист и желание за реванш. Гобинд Сингх не проявява ненавист към убийците на своите синове и баща си, нито към исляма или рилигията на моголите.
- Войната за правдата трябва да се води без желание за изгода. Гобинд Сингх не граби и не присвоява чуждите земи.
- Войната може да бъде започната само от хора с идеали, а не от наемници. Само при условие, че тези хора по своя воля са свързани със законите на честа и етиката.
- Войнът трябва да върви в бой без страх и без да смята своите беди и да не се съмнява в победата и да не мисли за последствията.